# Tvarditsa Rocks
Die Tvarditsa Rocks (englisch; bulgarisch скали Твърдица skali Twardiza) sind eine Gruppe von Klippen im Archipel der Südlichen Shetlandinseln. Vor der Nordküste von Greenwich Island liegen sie 1,9 km nordöstlich von Ongley Island, 1,3 km südwestlich von Stoker Island und 2,6 km westlich von Sierra Island.
Bulgarische Wissenschaftler kartierten sie 2009. Die bulgarische Kommission für Antarktische Geographische Namen benannte sie im selben Jahr nach der Stadt Twardiza im Südosten Bulgariens.